# NGC 7097
NGC 7097 ist eine elliptische Galaxie mit aktivem Galaxienkern vom Hubble-Typ E im Sternbild Kranich am Südsternhimmel. Sie ist schätzungsweise 117 Millionen Lichtjahre von der Milchstraße entfernt.
Gemeinsam mit NGC 7070, NGC 7079, NGC 7107, PGC 66909, PGC 66985, PGC 67078 und PGC 67160 bildet sie die Galaxiengruppe LGG 446.
Das Objekt wurde am 5. September 1834 von John Herschel entdeckt.